# Ludger Beerbaum
Ludger Beerbaum, född 26 augusti 1963 i Detmold i Tyskland, är en mycket framgångsrik och känd hoppryttare från Tyskland. Ludger Beerbaum har många meriter bakom sig: bland annat har han fyra OS-guld, två VM-guld och så många som fem EM-guld. Ludger Beerbaum har blivit rankad etta på Internationella ridsportförbundets världslista vid flera tillfällen. 

## Historia
Ludger Beerbaum föddes i Detmold i Tyskland i en familj där han var äldst av fyra barn. Han är bland annat bror till tävlingsryttaren Markus Beerbaum och Ludger är även svåger till Meredith Michaels-Beerbaum som var den första kvinna att bli rankad etta i världen av FEI år 2004. 
Beerbaum introducerades tidigt för hästar och ridsport. Redan som åttaåring började han rida, då på en lite mindre och tjockare highlandponny. Han tävlade i banhoppning och vann flera utmärkelser och priser och fick en väldigt bra karriär som juniorryttare. 1981 blev han tysk mästare i juniorhoppning och erhöll denna titel även 1982 och 1984. Beerbaum studerade även handel och företagsekonomi men lade studierna på hyllan för att satsa på ridsporten.
I de olympiska sommarspelen 2004 i Aten vann även det tyska laget guldet men Beerbaums häst Goldfever testades positivt för dopningsmedlet betametason. Ludger Beerbaum själv menade att medlet fanns i en salva som han använt på sin häst för att lindra eksem i hästens hud. FEI (Internationella hästsportförbundet) enades om att medlet inte gett någon förhöjande effekt men Ludger Beerbaum diskvalificerades ändå. Det tyska laget fråntogs sina guldmedaljer och fick istället en bronsmedalj.

## Meriter

### Medaljer

#### Guld
- OS 1988 i Seoul (lag)
- OS 1992 i Barcelona  (individuellt)
- OS 1996 i Atlanta (lag)
- OS 2000 i Sydney (lag)
- VM 1994 i Haag (lag)
- VM 1998 i Rom (lag)
- EM 1997 i Mannheim (individuellt)
- EM 1997 i Mannheim (lag)
- EM 1999 i Hickstead (lag)
- EM 2001 i Arnhem (individuellt)
- EM 2003 i Donaueschingen (lag)
- EM 2011 i Madrid (lag)

#### Silver
- VM 1990 i Stockholm (lag)
- EM 2003 i Donaueschingen (individuellt)
- EM 2007 i Mannheim (lag)
- EM 2013 i Herning (lag)
- EM 2015 i Aachen  (lag)

#### Brons
- OS 2016 i Rio de Janeiro (lag)
- VM 2006 i Aachen (lag)
- EM 2001 i Arnhem (lag)
- EM 2007 i Mannheim (individuellt)

### Övriga meriter
- Rankad etta på FEI:s lista över världens bästa
- Åttafaldig vinnare av tyska mästerskapen (1988, 1992, 1993, 1997, 1998, 2000, 2001, 2004)
- Har vunnit Grand Prix i Aachen tre gånger (1996, 2002, 2003)
- Erhållit titeln Rider of the Year tre gånger (2001, 2002, 2003)
- Vann prisstatyetten The Bambi (en guldstaty av ett rådjur som ges ut av tyska media) år 1992

## Topphästar
- Goldfever (född 1991), fuxfärgad hannoveranare e:Grosso Z
- Ratina Z (född 1982), brun hannoveranare e:Ramiro Z
- Gladdys S (född 1992), fuxfärgad westfalisk häst e:Grandeur
- PS Priamos (född 1982), fuxfärgad westfalisk häst e:Pilot
- Enorm (född 1997), brun hannoveranare e:Escudo I
- Couleur Rubin (född 1996), fuxfärgad oldenburgare e:Cordalme Z
- L’Espoir (född 1996), fuxfärgad valack från Zangersheide-stuteriet e:Landwind II
- All Inclusive (född 1999), brun westfalisk häst e:Arpeggio